# Gerhard Gerlich (Physiker)
Gerhard Gerlich (* 6. April 1942 in Prag; † 8. November 2014 in Braunschweig) war ein deutscher Professor für mathematische Physik der Technischen Universität Braunschweig. Er war der Sohn des gleichnamigen Politikers.

## Leben
Gerlich flüchtete im Mai 1945 zusammen mit Mutter und Schwestern in das sächsische Hohnstädt bei Grimma. Nachdem sein Vater aus sowjetischer Kriegsgefangenschaft entlassen war, zog die Familie im Mai 1948 nach Neumünster. Nach dem Abitur im Jahr 1962 studierte Gerlich Physik, Mathematik und Chemie an der Christian-Albrechts-Universität zu Kiel. 1967 erhielt er ein Diplom in Physik, nach der Anstellung als wissenschaftlicher Mitarbeiter an der TU Braunschweig erfolgte 1970 die Promotion (Tensorpotentiale in der Magnetohydrodynamik und das Dynamoproblem). Danach war er dort Assistent und Oberassistent und habilitierte sich am 12. Mai 1975 in Braunschweig. Nach vorheriger Ernennung zum Universitätsdozenten und dann zum außerplanmäßigen Professor erhielt er am 14. Dezember 1978 einen Lehrstuhl an der TU Braunschweig. 
Gerlich war verheiratet und Vater dreier Kinder.

## Fundamentalkritik zum Treibhauseffekt
Zu seinen Veröffentlichungen gehören fundamentalkritische Artikel zum Treibhauseffekt, in denen er zu dem Schluss kommt, dass ein atmosphärischer Treibhauseffekt durch Kohlenstoffdioxid nicht existiere und in der Klimaforschung verwendete Klimamodelle, die sich darauf stützen, keinerlei wissenschaftliche Grundlage hätten. Seiner Meinung nach sind vielmehr Veränderungen der Wolkenbedeckung die Ursache für Veränderungen der Temperaturen in der Nähe des Erdbodens oder der Meeresoberflächen. Einleitend betont er in diesen Artikeln, er lege Wert darauf, dass er kein Klimawissenschaftler sei, sondern ein theoretischer Physiker und „von den physikalischen Grundlagen der fiktiven atmosphärischen Treibhauseffekte“ mehr verstehe als alle Klimatologen zusammengenommen. Die Arbeiten wurden von verschiedenen Seiten kritisiert, auch vom englischsprachigen Blog Skeptical Science. In einer Replik von Halpern et al. wurden Gerlich und seinem Co-Autor Ralf Tscheuschner († 21. August 2020) fundamentale Irrtümer vorgehalten. Gerlich und Tscheuschner verteidigten ihre Sichtweise.

## Schriften
- Eine neue Einführung in die statistischen und mathematischen Methoden der Quantentheorie, Braunschweig: Vieweg 1977
- Vektor- und Tensorrechnung für die Physik, Vieweg 1977